# Oskar Köster
Oskar Köster (Pöide, 20 de diciembre de 1890 - Tallin, 2 de agosto de 1941) fue un político estonio, líder del Partido de los Colonos y ministro de Estonia durante el período de entreguerras.

## Biografía

### Primeros años
Oskar Köster nació en una familia de maestros en el pueblo de Pöide, en la isla de Saaremaa. Se graduó en la escuela normal Kaarma en Saaremaa en 1908. Entre 1908 y 1923 trabajó como maestro de escuela y en 1910 aprobó el examen de tutoría en Narva. Con el estallido de la Primera Guerra Mundial, Köster fue reclutado en el ejército ruso. Recibió su educación en las escuelas militares de Poltava y Vilna. En 1917 se graduó del instituto en Petrogrado.
Tras la declaración de independencia de Estonia, Köster participó como teniente en su guerra de independencia contra la Rusia soviética (1918-1920), siendo galardonado con la Cruz de la Libertad por sus servicios. Además, recibió una suma de dinero del estado estonio y, después de la reforma agraria estonia, una propiedad en Põlula, cerca de Rakvere.

### Carrera política
Köster participó activamente en la política. Se convirtió en alcalde de Rägavere y presidente del consejo del condado de Virumaa. De 1923 a 1935, Köster fue miembro del partido agrarista Partido de los Colonos en el Riigikogu. En 1926, Köster fundó el periódico Maa (“El País”), que en 1930 pasó a llamarse Maaleht (“Periódico Rural”), del que Köster también fue su redactor jefe. 
A lo largo de su carrera político ocupó numerosas posiciones ministeriales: ministro de Agricultura (1926-1928 y 1932), ministro de Comunicaciones (1928-1929 y 1933) y ministro de Defensa (1929-1931).
En marzo de 1934, Konstantin Päts llevó a cabo un golpe de estado y a partir de entonces gobernó con ayuda de los militares. Se prohibieron los partidos, se restringió severamente la vida política y se reintrodujo la censura, por lo que Köster se dedicó entonces al mundo de los negocios. De 1934 a 1940 fue director de la compañía de seguros Talu y del Banco Cooperativo de Agricultores. En 1938, Köster fue elegido nuevamente para el Parlamento de Estonia (Riigivolikogu).

### Arresto y muerte
Con la ocupación soviética de Estonia, Köster fue arrestado por la NKVD el 22 de julio de 1940 en Tallin. Murió de un ataque al corazón en la prisión de Patarei; según otros informes, fue ejecutado.